# جون وودفيل
جون وودفيل (بالإنجليزية: John Woodville)‏ المولد في (1444 – 12 أغسطس 1469) هوالابن الرابع لريتشارد وودفيل وأيضاً الشقيق الأصغر لإليزابيث وودفيل.